# Edenor
Edenor S.A. (Empresa Distribuidora y Comercializadora Norte Sociedad Anónima) es una empresa privada constituida por el Estado argentino el 21 de julio de 1992 (Decreto N.º 714/1992), que tiene por objeto social la prestación del servicio de distribución y comercialización de energía eléctrica dentro de la zona noroeste de la Ciudad Autónoma de Buenos Aires y los partidos-municipios que se ubican en el norte y noroeste del área metropolitana de Buenos Aires. Su contrato de concesión se firmó el 5 de agosto de 1992 y tiene una duración de 95 años, hasta 2087. Es una de las tres empresas distribuidoras que se crearon con la privatización del patrimonio de la empresa Servicios Eléctricos del Gran Buenos Aires (Segba), siendo las otras dos Edesur y Edelap, según la zona del Gran Buenos Aires que corresponde a cada área concesionada.
Desde 2007 hasta 2020, Edenor formó parte del grupo empresario Pampa Energía, que administraba varias empresas del sistema eléctrico argentino, bajo la dirección de Marcelo Mindlin, Gustavo Mariani, Damián Mindlin y Ricardo Torres. En diciembre de 2020, la Asamblea General de Accionistas de Pampa Energía aprobó la transferencia del 51% de las acciones de la empresa hacia un consorcio integrado por Empresa de Energía del Cono Sur e Integra Capital (EDELCOS S.A.), que lideran los empresarios Daniel Vila, José Luis Manzano y Mauricio Filiberti y que es conocido como Grupo Vila-Manzano. El traspaso fue aprobado por el Ente Nacional Regulador de la Electricidad (ENRE) y el nuevo directorio asumió el 1º de julio de 2021.
Edenor provee su servicio eléctrico a 3,2 millones de clientes, conformados por 9 millones de personas y 362 mil empresas, en un área urbana de 4637 km². Cotiza en la Bolsa de Comercio de Buenos Aires y sus acciones integran la canasta que configura el índice Merval, principal indicador bursátil de la Argentina. El 26 de abril de 2007 empezó a cotizar en la bolsa de Nueva York (NYSE).

## Historia

### Antecedentes
Hasta 1992, el servicio de distribución de energía eléctrica estuvo a cargo de la empresa estatal Segba, creada en 1958, durante el gobierno de  Arturo Frondizi, tras finalizar la concesión de 50 años que tenía la empresa europea CHADE-CADE, sucesora de la empresa alemana CATE. En 1979, Segba había también integró la infraestructura de la Compañía Ítalo Argentina de Electricidad, consolidando así una base sólida para la provisión de servicios eléctricos en la región. La privatización dividió el sistema eléctrico en tres sectores (generación, transporte y distribución) y la distribución en el Gran Buenos Aires en tres empresas monopólicas locales (Edenor, Edesur y Edelap).
Edenor fue establecida el 21 de julio de 1992, como parte de la privatización más amplia de Servicios Eléctricos del Gran Buenos Aires S.A. (SEGBA), una entidad estatal responsable de la distribución de electricidad en Buenos Aires.SEGBA fue dividida en tres empresas distribuidoras—Edenor, Edesur y Edelap—además de varias empresas de generación.

### Década de 1990
A principios de la década de 1990, Edenor enfrentó desafíos significativos, particularmente con el robo de electricidad. La medida fue resistida por activistas políticos y comunitarios. La compañía permitió que se siga utilizando electricidad en territorios específicos, mientras. intentaba limitar el uso de electrodomésticos de alto consumo energético. 
Hasta 2020 Edenor fue parte del grupo empresario Pampa Energía. Esta fue la primera empresa distribuidora en ser privatizada a partir del 1 de abril de 1992.
En 1992, el Secretario de Energía declaró que la tarifa, pese a los ajustas, estaba entre las más bajas del país considerando el desequilibrio del servicio energético del AMBA respecto de otros territorios.
Tras 7 años se produjo un masivo apagón por falta de inversiones en las redes eléctricas tras casi 8 años de tarifas dolarizadas de 11 días en febrero de 1999, lo que provocó que hubiesen usuarios sin suministro durante casi 11 días en pleno verano, siendo el apagón más largo de la historia eléctrica argentina entre el 15-26 de febrero de 1999. Los apagones afectaron seriamente la imagen de la empresa, desencadenando sanciones, protestas masivas y cortes de calles por parte de los usuarios afectados.
En 1994, Edenor recibió apoyo de la CFI del Banco Mundial
Entre 1996 y 2001, el incremento del consumo de energía fue del 0.3 total con una fuerte de desaceleración de la actividad el precio mayorista de la energía aumentó hasta el 250% respecto del inicio de la concesión.
En el caso particular de Edenor, el gobierno transfirió 330 millones de pesos argentinos a las empresas adjudicatarias y cobró 194 millones por la privatización, con lo que no llegó a cubrir con ese precio ni siquiera el valor de las deudas. Así se vendieron las centrales térmicas, las hidroeléctricas, y las líneas de alta y baja tensión a un precio considerado irrisorio. Otros accionistas son Hidden Lake (que posee el 4,2% de las acciones) y Braslyn Ltd. (tiene el otro 4,5% restante) y el fondo estadounidense BlackRock.

### Década de 2000
En 2001, es adquirida por Electricité de France). Un nuevo y masivo apagón ocurrió en noviembre de 2002 más de 13 millones de personas fueron afectadas en Capital, Buenos Aires y otras ocho provincias que era hasta hoy el mayor, en cuanto a número de afectados simultáneamente, desde la privatización del servicio. sufría pérdidas en US$ 354.5 millones.
En 2005 la empresa pasó a manos de capitales argentinos y británicos. En 2007, Edenor fue adquirida por el grupo empresario Pampa Energía, que administra varias empresas del sistema eléctrico argentino. El grupo formado por Marcelo Mindlin, Gustavo Mariani, Damián Mindlin y Ricardo Torres poseía el 22,3% y por lo tanto el control de la compañía. El 72,9% restante de Pampa Energía es de libre flotación en el mercado. Otro accionista importante es el grupo de inversión estadounidense BlackRock. El mayor paquete accionario lo adquirió el grupo empresario Pampa Energía (que controla verticalmente varias empresas claves del sistema eléctrico argentino), que pertenece en su mayoría a Marcelo Mindlin, Gustavo Mariani, Damián Mindlin y Ricardo Torres, dueños del 22,3% de las acciones. El 72,9% restante a Pampa Energía. La empresa ha sido acusada por el Observatorio de la Energía, Tecnología e Infraestructura para el Desarrollo (OETEC) de integrar un cartel que controla indebidamente el mercado eléctrico argentino
La empresa ha sido acusada por el Observatorio de la Energía, Tecnología e Infraestructura para el Desarrollo (OETEC) de integrar un cartel que controla indebidamente el mercado eléctrico argentino, El dirigente político de Proyecto Sur, Fernando 'Pino' Solanas y el legislador Martín Doñate pidieron a la Oficina Anticorrupción que investigue la relación con gobierno nacional.
 Anses BYMA, Edesur y Grupo DESA).

### Década de 2010
El ministro de planificación Julio de Vido advirtió en 2013 que, por “la negligencia y los incumplimientos gravísimos” en el servicio durante la ola de calor, las empresas de distribución deberán pagar 490 pesos a los usuarios residenciales que hayan estado de 12 a 24 horas sin luz. Edenor debía resarcir a los usuarios por 77 millones.
Desde diciembre de 2015, el Gobierno estableció una política de aumento de las tarifas de servicios públicos como petróleo, gas, electricidad y transporte y dolarizó el costo de la energía, conocida como "tarifazo". El 31 de enero de 2017, el  Ente Nacional Regulador de la Electricidad (ENRE) emitió la Resolución N° 63/17, a través de la cual determinó los cuadros tarifarios definitivos, la revisión de costos, los niveles requeridos de calidad y demás derechos y obligaciones que la compañía debió aplicar a partir del 1° de febrero de 2017. En 2016 el senador argentino Fernando 'Pino' Solanas pidió que se investigue al presidente argentino Mauricio Macri por el presunto delito de recibir dádivas por parte del multimillonario británico Joe Lewis. En idéntico sentido se expresó el legislador Martín Doñate que pidió a la Oficina Anticorrupción que investigue si incurrió en el delito de dádivas. También se reclamó a la Oficina Anticorrupción que se investigue a fondo los vínculos que unen a Mauricio Macri con Lewis. Como recompensa de su estadía, días después Macri nombró vía decreto a la vocera de Lewis directora de la Radio Nacional, a pesar de no tener idoneidad para dicho cargo. Doñate pidió que se inicie una investigación contra el presidente por corrupción  abuso de poder y dádivas junto a la denuncias por la participación de Lewis en el financiamiento de su campaña. Poco después Macri firmó convenios para las obras eléctricas para la central en Río Escondido propiedad de Lewis.
Según datos de la entidad de consumidores Deuco, entre 2016 y 2019, las boletas de Edenor subieron entre un 2 mil y un 3 mil por ciento. Según datos de la entidad de consumidores Deuco, entre 2016 y 2019, las boletas de Edenor subieron entre un 2 mil y un 3 mil por ciento. En 2016 el senador argentino Fernando 'Pino' Solanas pidió que se investigue al presidente argentino Mauricio Macri por el presunto delito de recibir dádivas por parte del multimillonario británico. En idéntico sentido se expresó el legislador Martín Doñate que pidió a la Oficina Anticorrupción que investigue si Macri incurrió en el delito de dádivas, anunció el legislador provincial. También se reclamó a la Oficina Anticorrupción que se investigue a fondo los vínculos que unen a Mauricio Macri con el empresario Joe Lewis. Como recompensa de su estadía, días después Macri nombró vía decreto a la vocera de Lewis directora de la Radio Nacional, a pesar de no tener idoneidad para dicho cargo. Doñate pidió que se inicie una investigación contra el presidente por “dádivas” y por la participación de Lewis en el financiamiento de la campaña de Macri. Poco después Macri firmó convenios para las obras eléctricas para la central en Río Escondido propiedad de Lewis. La electricidad tendrá precios extraordinarios, muy superiores a los de mercado.

### Década de 2020
En 2020 el juez federal Nº1 de San Martín, Emiliano Canicoba comenzó a  investigar a Edenor, Edelap y Edea por haber contratado a un grupo de pequeñas empresas que, según la denuncia, desviaron alrededor de  900 millones de pesos en los cuatro años. Se estima que las compañías contrataron entre 2015 y 2019 a estas empresas controladas por el mismo personal tanto en la Ciudad de Buenos Aires como en la Provincia. Se estima que Edenor, Edelap y Edea, contrataron entre 2015 y 2019 a estas empresas controladas por el mismo personal para realizar trabajos como pozos, cableado y reparación de veredas, entre otros servicios, tanto en la Ciudad de Buenos Aires como en la Provincia. Este entramado de PyMEs habrían permitido fugar del sistema al menos unos $ 900 millones, de acuerdo con la investigación en curso la justicia argentina ordenó allanar Edenor y la auditora internacional PwC
basándose en un informe entregado por la AFIP, que detectó que estos proveedores estaban facturando servicios millonarios operando como “usinas de facturas falsas”, empresas que simulan tener mayor capacidad de servicios de la que efectivamente poseen. En diciembre de 2015, en las primeras semanas del gobierno de Mauricio Macri se estableció una política de aumento de las tarifas de servicios públicos de electricidad, dolarizando el costo de la energía.

Investigadores, organizaciones de consumidores, diversos especialistas, el Entre Regulador y los gobiernos de los territorios en los que actúan, han cuestionado a las empresas eléctricas privatizadas por destinar a la inversión fondos insuficientes comprometidos en las concesiones. Una investigación realizada por Federico Basualdo, exdirector del (ENRE), concluyó que en el período 2016-2019, las inversiones eléctricas disminuyeron con respecto a 2015, pese a que las cuatro empresas eléctricas más importantes del país (Edesur, Edenor, Edelap y Edea) aumentaron sus tarifas entre un 1600% y un 2100%.
Se denunció públicamente que las compañías subejecutaron inversiones para las cuales contaban con recursos por 240 millones de pesos, a través del Fondo de Infraestructura, "como una forma de extorsión para lograr una suba de tarifas. El ministro de planificación Julio de Vido advirtió en 2013 que, por “la negligencia y los incumplimientos gravísimos” en el servicio durante la ola de calor, las empresas de distribución deberán pagar 490 pesos a los usuarios residenciales que hayan estado de 12 a 24 horas sin luz. Edenor debía resarcir a los usuarios por 77 millones. La empresa ha sido acusada por el Observatorio de la Energía, Tecnología e Infraestructura para el Desarrollo (OETEC) de controlar indebidamente el mercado eléctrico argentino,
A pesar de esgrimir como argumento que los fuertes aumentos tarifarios mejorarían el servicio, el promedio de cortes de energía entre Edenor y Edesur (las dos principales proveedoras del país) aumentó en 2018 un 59% respecto de los cortes al inicio de la gestión de Cambiemos en diciembre de 2015. A su vez, las inversiones de las cuatro principales empresas eléctricas cayeron fuertemente respectos a las realizadas durante 2003/2014. Mientras la inversión realizada en conjunto por las cuatro empresas en 2015 fue de 598 millones de dólares, en 2017 la inversión total cayó a 489 millones y continuó en descenso en 2018.
En marzo de 2019, el gobierno nacional estableció el traspaso de jurisdicción, tanto de Edenor como de Edesur, a la Ciudad y la Provincia de Buenos Aires
En junio de 2019, Edenor fue sancionada con una multa de 4,5 millones de pesos por las demoras en el servicio. La Defensoría del Pueblo de Buenos Aires informó que en la provincia el 5% de las quejas de los usuarios corresponden a Edenor.
Estableciendo multas por deficiencias en el servicio por $3.000 millones.
En diciembre de 2020 la empresa fue adquirida por Empresa de Energía del Cono Sur e Integra Capital de los empresarios Daniel Vila, José Luis Manzano y Mauricio Filiberti. El traspaso fue aprobado por el ENRE y el nuevo directorio asumió el 1º de julio de 2021 con el inglés Neil Arthur Blasdeale como presidente y gerente general (entre marzo de 2008 y junio de este año fue presidente de Edemsa), Germán Ranftl como director de Finanzas y Control (ex director de Finanzas de Edemsa), María José Van Morlegan como directora de Legales y Fabiana Colombo como directora de Compras, Logística y Abastecimiento (ex CFO del Grupo América).
En 2022, la empresa Avaya, especializada en soluciones de comunicación y colaboración,  distinguió a Edenor por el uso innovador de la plataforma Avaya OneCloud, en la categoría "Experiencia sin Esfuerzo", por implementar una plataforma omnicanal escalable y de alta disponibilidad que integra canales de voz y digitales, permitiendo una gestión eficiente de interacciones con sus tres millones de clientes.≃
En septiembre de 2024, Edenor fue reconocida en los Premios Eikon por su campaña "Sumate al Consumo Eficiente", obteniendo tres distinciones: Oro en la categoría de Publicidad Institucional Televisiva, Oro en Digital (Web, redes sociales y medios móviles) y el Eikon Azul en la categoría de Publicidad Institucional - Campaña General.
En octubre de 2024, Edenor anunció una obra para vincular las subestaciones eléctricas N.º 160 (General Rodríguez) y N.º 254 (José C. Paz), lo que representa una ampliación del sistema de transporte de energía eléctrica en esta zona de la provincia de Buenos Aires. También solicitó autorización al ENRE para la construcción, montaje y puesta en funcionamiento de dos líneas de alta tensión que conecten las subestaciones ubicadas en las ciudades de Pontevedra y Gregorio de Laferrere.En 2022, Pampa Energía los hermanos Marcelo y Damián Mindlin, accionistas de Pampa Energía dueños de Edenor, declararon como imputados ante la justicia argentina por evasión y fraude fiscal durante su gestión en la compañía eléctrica,la causa investiga el uso masivo por parte de los  Midlin a través de Edenor de facturas apócrifas a fin de adulterar libros contables con supuestos gastos de tareas de mantenimiento para evadir impuesto a las Ganancias por casi 73,4 millones de pesos y evitar también el pago del Impuesto al Valor Agregado por más de 51,2 millones de pesos, entre 2017 y 2018 causa por la cual los empresarios fueron imputados. 
En diciembre de 2024, el Ente Nacional Regulador de la Electricidad autorizó la construcción de dos electroductos en el partido de La Matanza, con una potencia de 132 kilovoltios cada uno.
A través de la resolución 185/2025 del Ente Nacional Regulador de la Electricidad (ENRE), se autorizó a Edenor trasladar a las Liquidaciones de Servicio Público (LSP) los cargos correspondientes a los usuarios de sus zonas de concesión con demandas iguales o superiores a 300 kW, denominados Grandes Usuarios del Distribuidor (GUDIs), que hayan celebrado contratos bajo el “Mecanismo de Comercialización de Energía Eléctrica de Fuente Renovable para Distribuidores”. En los considerandos de la resolución, el Gobierno recuerda que el Régimen de Fomento Nacional para el uso de Fuentes Renovables de Energía. El objetivo es aumentar de forma gradual el aporte de las energías renovables en la composición del sistema eléctrico, hasta alcanzar un 20% para el 31 de diciembre de 2025.
En julio de 2025, Edenor anunció su ingreso al sector de la minería mediante la adquisición de participaciones en dos empresas dedicadas a proyectos de exploración de litio y cobre en la provincia de Catamarca, una de las regiones con mayor potencial minero de la Argentina. La operación marca la diversificación de actividades de la principal distribuidora de energía eléctrica del país.

## Concesión
La concesión fue otorgada por un plazo de 95 años, prorrogable por un máximo adicional de 10 años, el área de concesión comprende 20 partidos del noroeste del Gran Buenos Aires y la zona noroeste de la Ciudad Autónoma de Buenos Aires. están realizando denuncias contra Edenor, la empresa distribuidora de energía eléctrica, por diversos motivos, incluyendo la facturación incorrecta, cortes de suministro injustificados, y fallas en los medidores. Los usuarios también están denunciando prácticas irregulares y el incumplimientos de contrato. lo que representan una superficie de 4.637 kilómetros cuadrados, 3,2 millones de clientes y una población de 9 millones de habitantes y 362 mil empresas.

#### Región 1
La Región 1 incluye a la Ciudad Autónoma de Buenos Aires, el área delimitada por Dársena “D”, la Autopista Costera, prolongación avenida Pueyrredón, avenida Córdoba, vías del ferrocarril San Martín, avenida General San Martín, Zamudio, Tinogasta, avenida General Paz y Río de la Plata y en provincia de Buenos Aires, los partidos San Martín, Tres de Febrero, San Isidro y Vicente López.

#### Región 2
La Región 2 involucra a los partidos de Morón, Ituzaingó, Hurlingham, Merlo, Marcos Paz, Las Heras y La Matanza.

#### Región 3
La Región 3 comprende a los partidos de San Fernando, Tigre, Escobar, Malvinas Argentinas, San Miguel, José C. Paz, Pilar, Moreno y General Rodríguez. 

## Programa Energía Transparente
A través del Programa Energía Transparente. Los negocios de Edenor han sido lavado de dinero.

## Denuncias por contaminación
En 2006 se inició una investigación, EDENOR reconoció tener 71 transformadores contaminados con PCB, y cientos de aparatos con la sustancia contaminante, un tipo de “hidrocarburo no polar que frente a fuentes de calor se descompone produciendo compuestos altamente tóxicos”. En aquella ocasión ambas empresas se comprometieron a eliminar todo el remanente de transformadores para principios de 2001.
En 2019 se habilitó el primer medidor bidireccional con fotovoltaica

## Auto eléctrico y generación distribuida
En 2008 mismo año se presentó una denuncia penal por parte del Ente Nacional Regulador de la Electricidad (ENRE) contra Edenor  para reclamar el pago de $1.652 millones más intereses vinculada a sanciones que entre el 2002 y 2007 le aplicó el organismo por incumplimiento en los estándares de calidad ofrecidos por la distribuidora a sus clientes. En marzo el Ente Nacional Regulador de la Electricidad (ENRE) fue sancionada por interrupciones del servicio eléctrico que sufrió durante las olas de calor que hubo en ese verano y que perjudicó a 180.000 clientes. Recientemente, Edenor volvió a ser criticadq luego de la explosión de una subestación, que dejó sin luz durante cuatro días a miles de usuarios.

## Composición accionaria
La titularidad de las acciones en 2018 era la siguiente:

- 53,7% pertenecen a Pampa Energía, empresa presidida por Marcelo Mindlin.[122][123][123]
- 27,8% pertenece a la ANSES, la agencia estatal que administra los fondos de previsión social.

Desde mayo de 2019 y hasta la actualidad la posesión de las acciones 
En septiembre de 2019 Pampa Energía de Marcelo Midlin adquiere la propiedad de Edenor. Posteriormente entraron a la sociedad National Grid de Reino Unido de Joe Lewis. En 2018 el gobierno intento vender acciones del Estado en la empresa transportadora de energía eléctrica Transener a una firma vinculada con el primo del Presidente Mauricio Macri, por lo que la fiscalía imputó a su jefe de gabinete Marcos Peña y el ministro de Energía, Juan José Aranguren, fueron denunciados e imputado  por asociación ilícita por su intento de vender las acciones que tenía el Estado Nacional en Transener a una firma vinculada con Marcelo Mindlin y Angelo Calcaterra, primo del Presidente. La empresa ha sido acusada por el Observatorio de la Energía, Tecnología e Infraestructura para el Desarrollo (OETEC) de controlar indebidamente el mercado eléctrico argentino,
En 2020 la justicia argentina comenzó a investigar a los principales accionistas de Edenor junto a otras dos compañías por haber contratado a un grupo de pequeñas empresas fantasmas que desviaron fondos.
En 2019 se desata un escándalo que llevaría a una causa judicial contra Nicolás Caputo, Marcelo Mindlin y emilio Basavilbaso 
jefe  ANSES por operaciones bursátiles realizadas con información privilegiada tras conocerse una serie de movimientos irregulares en las acciones de Pampa Energía y Edenor, quienes habrían realizado maniobras con títulos del Fondo de Garantía de Sustentabilidad (FGS) de la ANSES. Las acusaciones sugieren que estas operaciones habrían permitido a algunos actores del mercado obtener ganancias extras a expensas del resto de los inversores y del propio fondo previsional, que debería priorizar los intereses de los jubilados. configurando según la justicia como defraudación a la administración pública. negociaciones incompatibles y manipulación del mercado
En el año 2021 Auditoría General de la Nación aprobó un duro informe sobre la Revisión Tarifaria Integral (RTI) de Edesur y Edenor el estudio donde se concluye que el gobierno de Mauricio Macri “benefició a las distribuidoras en detrimento de los usuarios ya que se aprobaron costos operativos mayores a los reales”. precisó en el informe de auditoría que los costos que avaló el Ente Nacional Regulador de la Electricidad (ENRE) fueron un 54 por ciento superiores a los reales en Edenor y 61 por ciento mayores en Edesur, lo que derivó en ingresos adicionales sin justificar para esas empresas equivalentes a 2193,9 millones y 2027,21 millones de pesos, respectivamente, los derechos de los usuarios no fueron atendidos,  
los perjudicaron con respecto a la situación previa y se remarca además que se detectaron desvíos de los planes de inversión comprometidos por parte de las distribuidoras, a pesar de los incrementos tarifarios, que llegaron al 2300% entre 2016 y 2018.
En 2020 el juez federal Nº1 de San Martín, Emiliano Canicoba comenzó a  investigar a Edenor, Edelap y Edea por haber contratado a un grupo de pequeñas empresas que, según la denuncia, desviaron alrededor de  900 millones de pesos en los cuatro años. Se estima que las compañías contrataron entre 2015 y 2019 a estas empresas controladas por el mismo personal tanto en la Ciudad de Buenos Aires como en la Provincia. Edenor ha negado las acusaciones y apuntó contra los proveedores, que habrían actuado de mala fe, y a muchos de ellos les rescindió el contrato. vendió su empresa a cuatro socios de Pampa Energía

## Clientes, demanda y venta de energía
En el quinquenio 2014-2018 Edenor aumentó un 8% la cantidad de clientes, pasando de 2,80 millones a 3,04 millones, lo que implicó un universo de unas 8,5 millones de personas y 362 mil empresas.
Pese al incremento sostenido de clientes, la venta de energía cayó desde 2016, resultando la cantidad vendida en 2018 menor a la cantidad vendida cinco años antes. En 2018 fue de 25.906 GWh, lo cual representa una caída en las ventas del 5,4% respecto al 2015. Una de las razones que explican la caída en la demanda de Edenor entre 2016 y 2018 fue el aumento del precio de la electricidad durante la presidencia de Mauricio Macri (2015-2019) y la recesión económica en la que cayó la Argentina en 2018. A continuación, se expone un gráfico con la evolución del quinquenio 2014-2018.
En 2020, el confinamiento que decretó el Gobierno argentino como consecuencia de la pandemia de COVID-19, el consumo residencial aumentó un 19,7% con respecto al mismo mes de 2019. Según la compañía, el mes de julio de 2020 fue el de mayor consumo residencial de los últimos cinco años, superado únicamente por enero de 2016. Según los registros, entre abril y julio el consumo se duplicó y de acuerdo con datos difundidos por la Fundación para el Desarrollo Eléctrico (Fundelec), entre julio de 2019 y julio de 2020 la demanda residencial en toda la Argentina ascendió un 13,7%. Por el contrario, en ese período la demanda de energía comercial cayó un 7,3% y la industrial 3,1%.
A raíz del confinamiento, el ENRE ordenó a las prestadoras de energía que no corten el servicio a los usuarios por falta de pago por un plazo de 180 días a quienes informen la imposibilidad de abonarlo. En el caso de Edenor, a aquellos que tenían el servicio prepago y comunicaron esta situación.

### Cortes
En 2005 el juez federal Luis Rodríguez ordenó investigar los trabajos que las compañías hicieron a raíz de las interrupciones del servicio que ocurrieron en diciembre y enero y que afectaron distintos barrios porteños. En 2014 se produciría un masivo apagón que afectó a más de 370 mil usuarios, como consecuencia de la salida de servicio de las subestaciones transformadoras Munro, Migueletes, Agronomía, Colegiales, Puerto, Urquiza, Melo, Ciudadela, Villa Adelina, localidades abastecidas por Edenor.
En febrero de 2018, los periodistas Fernando Krakowiak y Nicolás Gandini publicaron por primera vez desde la privatización de los servicios en 1992 los datos oficiales sobre cortes de luz de las empresas Edesur y Edenor. Para este último caso, su artículo exhibe un deterioro del servicio a partir de 2012, duplicándose los cortes por cliente en un solo año, pasando de 22 cortes en 2011 a 47,5 en 2012. El servicio mejoró paulatinamente en el período 2013-2015, pero volvió a empeorar en 2016 y 2017, registrando un promedio de 32,6 cortes por cliente. En enero de 2013, el ministro de planificación denunció a Edenor por negligencia en el servicio durante la ola de calor. Edenor y pidió un resarcimiento económico para los usuarios que hayan estado de 12 a 24 horas sin luz.
 cuando según los datos publicados por la investigación de Krakowiak y Gandini, la cifra fue de 32,6 cortes por cliente. mientras que en 2020 los cortes fueron un tercio de lo que eran hace cinco años, 
>La empresa llegó a acumular 750 millones de pesos en multas por cortes de servicio. El promedio diario de usuarios de las empresas Edenor y su par Edesur sin suministro aumentó un 59%, al pasar de 83.093 en 2016 a 132.254 en 2018, mientras que la demanda total registrada por la distribuidora y comercializadora Edenor cayó en el sector residencial un 18%. En enero de 2025 a comienzos del año se produjeron masivos apagones en el área de servicio d Edenor con más de 700.000 personas afectadas.

## Inversiones
Las inversiones realizadas durante el 2018 alcanzaron un valor de $7.611 millones en moneda nominal y $8.550 millones en moneda homogénea pero una reducción cuando los valores se expresan en dólares.
En 2018 el gobierno intento vender acciones del Estado en la empresa a manos de la Anses a una firma vinculada con el primo del Presidente Mauricio Macri, por lo que la fiscalía imputó a su jefe de gabinete Marcos Peña y el ministro de Energía, Juan José Aranguren, fueron denunciados e imputado  por asociación ilícita por su intento de vender las acciones que tenía el Estado Nacional a edenor firma vinculada con Marcelo Mindlin y Angelo Calcaterra, primo del Presidente.
 En 2016 el senador argentino Fernando 'Pino' Solanas pidió que se investigue al presidente argentino Mauricio Macri por el presunto delito de recibir dádivas por parte del multimillonario británico. En idéntico sentido se expresó el legislador Martín Doñate que pidió a la Oficina Anticorrupción que investigue si Macri incurrió en el delito de dádivas, anunció el legislador provincial. También se reclamó a la Oficina Anticorrupción que se investigue a fondo los vínculos que unen a Mauricio Macri con  magnate británico Joe Lewis accionista de Edenor. Como recompensa de su estadía, días después Macri nombró vía decreto a la vocera de Lewis directora de la Radio Nacional, a pesar de no tener idoneidad para dicho cargo. Doñate pidió que se inicie una investigación contra el presidente por “dádivas” y por la participación de Lewis en el financiamiento de la campaña de Macri. Poco después Macri firmó convenios para las obras eléctricas para la central en Río Escondido propiedad de Lewis. La electricidad tendrá precios extraordinarios, muy superiores a los de mercado.
A continuación, se publica el cuadro de inversiones incluido en la Memoria 2018 y luego su expresión en dólares, según el promedio del valor del dólar cada año: 

Produciéndose una reducción cuando los valores se expresan en dólares. 
Una investigación realizada por Federico Basualdo, exdirector del (ENRE), concluyó que en el período 2016-2019, las inversiones eléctricas disminuyeron con respecto a 2015, pese a que las cuatro empresas eléctricas más importantes del país (Edesur, Edenor, Edelap y Edea) aumentaron sus tarifas entre un 1600% y un 2100%.
Se denunció públicamente que las compañías subejecutaron inversiones para las cuales contaban con recursos por 240 millones de pesos, a través del Fondo de Infraestructura, "como una forma de extorsión para lograr una suba de tarifas. La empresa llegó a acumular 750 millones de pesos en multas por cortes de servicio. El promedio diario de usuarios de las empresas Edenor y su par Edesur sin suministro aumentó un 59%, al pasar de 83.093 en 2016 a 132.254 en 2018, mientras que la demanda total registrada por la distribuidora y comercializadora Edenor cayó en el sector residencial un 18%. En 2020 el Defensor del Pueblo de la provincia de Buenos Aires, Guido Lorenzino, reconoció que los índices de calidad eléctrica SAIDI y SAIFI tuvieron una mejora del 28,1% y 17,2% entre junio de 2019 y 2020.
Investigadores, organizaciones de consumidores, diversos especialistas, el Ente Regulador y los gobiernos de los territorios en los que actúan han cuestionado a las empresas eléctricas privatizadas por destinar a la inversión fondos insuficientes para alcanzar los estándares comprometidos en las concesiones. Una investigación realizada por Federico Basualdo, exdirector del Ente Nacional Regulador de la Electricidad (ENRE), concluyó que en el período 2016-2019 las inversiones eléctricas disminuyeron con respecto a 2015, pese a que las cuatro empresas eléctricas más importantes del país (Edesur, Edenor, Edelap y Edea) aumentaron sus tarifas entre un 1600% y un 2100%.
Se estima que Edensur Edelap y Edea, contrataron entre 2015 y 2019 a estas empresas controladas por el mismo personal para realizar trabajos como pozos, cableado y reparación de veredas, entre otros servicios, tanto en la Ciudad de Buenos Aires como en la Provincia. Este entramado de  habrían permitido fugar del sistema al menos unos 900 millones, de acuerdo con la investigación en curso la justicia argentina ordenó allanar Edenor y la auditora internacional PwC
basándose en un informe entregado por la AFIP, que detectó que estos proveedores estaban facturando servicios millonarios operando como “usinas de facturas falsas”, empresas que simulan tener mayor capacidad de servicios de la que efectivamente poseen. En 1996, Edenor, como empresa distribuidora de electricidad en Argentina, enfrentó problemas de cortes de luz y deficiencias en el servicio. Hubo reclamos por cortes permanentes, microcortes y cortes prolongados, que afectaban la vida cotidiana de los usuarios, especialmente en zonas como el delta. suma que contradice el monto informado en la Memoria de 2018, donde indicó que la inversión para esos dos años fue de $ 11.748 millones. La empresa también anunció que preveía un plan de mejoras para en los años siguientes. A pesar de que el congelamiento de las tarifas dispuestas entre 2020 y 202q por el gobierno de Alberto Fernández la compañía hizo inversiones por en el primer trimestre de ese año por un valor de $2.434 millones y $10 000 millones de dólares en 380 obras

La empresa llegó a acumular 750 millones de pesos en multas por cortes de servicio. El promedio diario de usuarios de las empresas Edenor y su par Edesur sin suministro aumentó un 59%, al pasar de 83.093 en 2016 a 132.254 en 2018, mientras que la demanda total registrada por la distribuidora y comercializadora Edenor cayó en el sector residencial un 18%.
Durante el primer semestre de 2021 las inversiones de Edenor alcanzaron los $6170 millones, esto es un incremento del 4% en términos reales respecto del mismo período del año anterior. De esta manera, la empresa cumplió con los requerimientos exigidos en la última revisión tarifaria integral.

## Tarifas
En la Argentina, el esquema de tarifas aplicable a las distribuidoras de Energía Eléctrica que se inicia con el proceso de revisión tarifaria integral (RTI) y con carácter previo a que el Ente Regulador de la Electricidad (ENRE) que se encarga de la revisión de costos, los niveles requeridos de calidad y demás derechos y obligaciones (incluyendo inversiones) que las compañías eléctricas deben aplicar.
En diciembre de 2015, en las primeras semanas del gobierno de Mauricio Macri se estableció una política de aumento de las tarifas de servicios públicos de electricidad, dolarizando el costo de la energía aumentando las tarifas eléctricas hasta un 6000 por ciento.
Según datos de la entidad de consumidores Deuco, entre 2016 y 2019, las boletas de Edenor subieron nuevamente entre un 2 mil y un 3 mil por ciento. A pesar de los tarifas dolarizadas y el gran aumento de ganancias de Edenor cayeron las inversiones y aumento la cantidad de interrupciones del servicio, solo en 2016 se registraron aumentos del 63 por ciento en la cantidad de usuarios afectados por deficiencias en el servicio eléctrico.

En el año 2018 el precio de la energía eléctrica se había incrementado en promedio un 2775 por ciento. A pesar de esgrimir como argumento que los fuertes aumentos tarifarios mejorarían el servicio, el promedio de cortes de energía Edesur aumentó en 2018 un 59%, respecto de los cortes a 2015. A su vez, las inversiones de la empresa eléctrica cayeron fuertemente respectos a las realizadas años anteriores. Mientras la inversión realizada cayeron a la mitad y continuó en descenso en 2018.
Una de las principales políticas del gobierno de Mauricio Macri fue esta "revisión tarifaria integral", conocido vulgarmente como "tarifazo", que aumentó notablemente las tarifas que cobran las empresas de electricidad y que fue criticada por los partidos de oposición y diversos sectores empresariales y sociales. En 2016 el senador argentino Fernando 'Pino' Solanas pidió que se investigue al presidente argentino Mauricio Macri por el presunto delito de recibir dádivas por parte del multimillonario británico. En idéntico sentido se expresó el legislador Martín Doñate que pidió a la Oficina Anticorrupción que investigue si Macri incurrió en el delito de dádivas, anunció el legislador provincial. También se reclamó a la Oficina Anticorrupción que se investigue a fondo los vínculos que unen a Mauricio Macri con  magnate británico Joe Lewis accionista de Edenor. Como recompensa de su estadía, días después Macri nombró vía decreto a la vocera de Lewis directora de la Radio Nacional, a pesar de no tener idoneidad para dicho cargo. Doñate pidió que se inicie una investigación contra el presidente por “dádivas” y por la participación de Lewis en el financiamiento de la campaña de Macri. Poco después Macri firmó convenios para las obras eléctricas para la central en Río Escondido propiedad de Lewis. La electricidad tendrá precios extraordinarios, muy superiores hasta 500 mayores a los de mercado.
A su vez, el Ministerio de Energía y Minería instruyó al ENRE para limitar el incremento del valor agregado de distribución (VAD) surgido como resultado del proceso de revisión tarifaria integral. Adicionalmente, el ENRE reconoció a Edenor un monto adicional por la diferencia del valor agregado de distribución que se produjo por la aplicación de la gradualidad del incremento tarifario reconocido en la revisión tarifaria integral. La diferencia fue cobrada por la empresa en 48 cuotas a partir del 11 de febrero de 2018 e incorporó al precio del valor agregado de distribución resultante a esa fecha.
De acuerdo con el diario La Nación, durante la gestión de Mauricio Macri las empresas de servicios públicos, en especial las distribuidoras de gas y electricidad, fueron las más beneficiadas con los aumentos de tarifas. Según la revista Forbes, Pampa Energía pasó de estar en el puesto 103 en el ranking de las empresas que más facturaron en la Argentina en el 2015 al puesto 10 en octubre de 2017.
A fines de 2019, el gobierno de Alberto Fernández dispuso un congelamiento de tarifas hasta junio de 2020, decisión que prorrogó hasta fin de ese año. En mayo de 2021, en el marco de la mencionada "Revisión Tarifaria Integral", el Poder Ejecutivo a través del ENRE autorizó un aumento del 9% en las tarifas de electricidad para el área metropolitana de Buenos Aires (AMBA).
La privatización fragmentó el sistema eléctrico en tres sectores (generación, transporte y distribución) y la distribución en el Gran Buenos Aires en tres empresas monopólicas locales (Edenor, Edesur y Edelap), el sistema se ha ido cartelizando progresivamente.En el caso particular el gobierno transfirió 330 millones de pesos argentinos a las empresas adjudicatarias y cobró 194 millones por la privatización, con lo que no llegó a cubrir con ese precio ni siquiera el valor de las deudas. Así se vendieron las centrales térmicas, las hidroeléctricas, y las líneas de alta y baja tensión a un precio considerado irrisorio por la justicia argentinaA fines de la década del 90 Edenor enfrentó desafíos significativos, La falta de inversión y mantenimiento por parte de la nueva empresa junto a los apagones afectaron seriamente la imagen de la empresa, desencadenando sanciones, protestas masivas y cortes de calles por parte de los usuarios afectados.

## Atención al cliente
Edenor dispone de una página web y una aplicación móvil llamada Edenor Digital.fue nominada al Martín Fierro Digital . En enero de 2020 el ENRE sancionó a EDENOR por la falta de respuesta a los usuarios que se enmarcaba en un plan de trabajo que asume el compromiso de dar respuesta a los miles de reclamos que quedaron pendientes de la gestión gubernamental anterior.
En noviembre de 2021, el ENRE solicitó a Edenor y Edesur que adecuen sus sistemas de gestión para promover el reempadronamiento de más de 1,5 millones de usuarios de la categoría residencial.
En cuanto a la atención telefónica, Edenor ha recibido quejas por el servicio de atención a los clientes. En 2016, durante uno de los cortes de servicio eléctrico, el diario Infobae constató serias deficiencias en el servicio:

Cuando los clientes se comunican al +5491137005300, el número de atención al cliente de Edenor, no hay nadie que escuche los reclamos. Ni siquiera una computadora que reciba las quejas. De todas las llamadas que hizo este medio, sólo en una contestó una voz que decía que los servicios se iban a restituir durante la noche. El resto de las comunicaciones fueron infructuosas, pese a que la página de la compañía aclara que se trata de una línea abierta "las 24 horas, todos los días". Infobae intentó comunicarse con el vocero de Edenor, Eduardo Mirabelli, para que la empresa explique por qué no atiende los reclamos, pero el responsable de prensa no contestó. Tampoco los otros empleados que suelen contactar a los medios.

En 2019 Edenor fue sancionada con una multa de 4,5 millones de pesos por la deficiente calidad del servicio comercial, que incluye demoras para conectar nuevos usuarios y suministros suspendido, emitir la facturación y atender reclamos. La Defensoría del Pueblo de Buenos Aires informó que en la provincia el 5% de las quejas de los usuarios corresponden a Edenor.

## Impacto ambiental
Desde agosto de 2000, la presencia de PCB en los transformadores generó cierta controversia. En 2001, un informe anunció que en la Ciudad de Buenos Aires quedaban más de 200 transformadores de PCB. Ese año una familia presentó una demanda contra Edenor por la cercanía de un transformador tras la muerte de un niño de seis años por contaminación con pcb. Durante la década del 2000 la empresa fue denunciada por contaminación de los transformadores eléctricos con altas concentraciones de PCB, una sustancia con riesgo cancerígeno. Por este motivo, la empresa Edenor había sido denunciada por un legislador porteño.
 Según la Organización Mundial de la Salud (OMS), el PCB es una sustancia altamente tóxica que figura en una lista de contaminantes peligrosos y tendría efectos cancerígenos. Las empresas Edenor y Edesur reconocieron a Clarín que en el tendido eléctrico de la Capital Federal todavía quedan 74 transformadores que utilizan esa sustancia como refrigerante.En 2004 un juez de Faltas de la sancionó a la compañía eléctrica por utilizar constantemente y de forma deliberada policolorado (PBC) en sus transformadores.
El 16 de julio de 2010 distintos
Fiscales federales radicaron una denuncia ante existencia de transformadores contaminados con PCB en la Capital Federal. Los casos anteriormente denunciados fueron siempre fueron denunciados en el Gran Buenos Aires, a raíz de la muerte de personas por cáncer. La denuncia fue formulada por los fiscales federales Eduardo Freiler y Federico Delgado señalando que desde los años 90 la empresa utilizaba los productos cancerígenos prohibidos por ley para sus transformadores debido a que el costo de los mismos eran menores a materiales inicuos para la salud.
En 2017 causó controversia cuando vecinos protestaron contra dos plantas que se están construyendo sobre la intersección de la Ruta provincial 25 y la calle Alborada que marca el límite entre los partidos de Pilar y Escobar.
Estas plantas son de categoría 3 de riesgo ambiental por lo que deberían estar instaladas en un parque industrial y no en una zona residencial. En 2008 El uso intensivo de gas natural y la política de reducción de las inversiones en exploración llevada adelante por las empresas privatizadas durante la década de 1990, llevó al agotamiento de las reservas de gas en 2004, al encarecimiento del servicio eléctrico y una crisis en la balanza comercial, debido a la necesidad de importar gas.
Esto incluye el desarrollo de medidores autoadministrados llamados MIDE, termotanques solares y transformadores aislados en aceite vegetal que permiten desarrollar energía accesible y no contaminante.
En 2001 Edenor es demandado por el uso transformadores de PCB. datos que fueron respaldados por las auditorías del CONICET y el INTI y las inspecciones del Gobierno de la Ciudad de Buenos Aires, del ENRE y de la Secretaría de Ambiente de la Nación concluyeron que Edenor no estaba cumpliendo las normas ambientales y con la exigencia legal de eliminar los transformadores con alta concentración de PCB. las autoridades nacionales fijaron, a través de la ley 25.670, aún no reglamentada, la obligatoriedad de la eliminación del PCB

En agosto de 2000, se difundió un informe periodístico sobre el caso de Nahuel Lorenzo, un niño de cinco años enfermo de leucemia cuya familia atribuía a la contaminación de su casa y su barrio con PCB utilizado por Edenor en sus transformadores, uno de los cuales estaba ubicado en la puerta de su domicilio. El PCB es una sustancia altamente cancerígena, considerada por la Organización Mundial de la Salud como uno de los doce contaminantes más peligrosos del planeta, prohibido en Estados Unidos y Europa desde 1976. ya que los transformadores vecinos a la casa de Nahuel habían contenido entre otras sustancias peligrosas los PCB.
Al año siguiente el niño Nahuel Lorenzo murió a causa de la leucemia y su madre, Mabel Bastías, presentó una denuncia penal contra Edenor, luego de detectar al menos otras 40 personas enfermas de cáncer viviendo a pocos metros de transformadores de Edenor. En 2005 la justicia consideró que existía plena prueba de que funcionarios Edenor habían actuado negligentemente en la contaminación con PCB a la que se atribuía la muerte del niño Lorenzo, embargó por 150 millones de pesos a la empresa y dispuso el procesamiento de tres funcionarios de Edenor -Daniel Lello, Luciano Pironio y Adalberto Márquez- y dos funcionarios del ENRE, por considerarlos autores "penalmente responsables del delito de contaminación peligrosa para la salud". La justicia decidió tras las pericias embargar a Edenor por 150 millones de pesos y procesó a tres funcionarios de la empresa y a dos del ENRE por el caso. En marzo de 2018, Edenor adquiere un vehículo 100% eléctrico.